# Slim 400
Винсент Коран (21 июня 1988, Франкфурт-на-Майне, Гессен, ФРГ — 9 декабря 2021, Лос-Анджелес, Калифорния, США), более известный под псевдонимом Slim 400 (рус. Слим Фор Ха́нгред) — американский рэпер из Комптона. 
Широкую известность получил благодаря сотрудничеству с YG и Sad Boy Loko на песне «Bruisin». Выпустил в январе 2015 года альбом Foe Block и сингл «I Think They Lovin That». Он являлся членом банды Tree Top Piru и часто упоминал её в своих текстах.
Неоднократно на него были произведены покушения. За день до смерти участвовал в перестрелке в городе Инглвуд.

## Биография
Родился 21 июня 1988 года во Франкфурте-на-Майне. Через некоторое время переехал в Инглвуд. Музыкой начал заниматься, когда ему было 12 лет. В 2008 году подписал контракт с лейблом Pushaz Ink, у YG и DJ Mustard. В то время также были контракты. 3 сентября 2010 года выпустил свой первый микстейп High off Trees Vol. 1 и 2. Благодаря синглу Call it a go совместно с Buddha Badazz и YG он впервые получил более широкое признание.
В 2014 году выпустил свой первый студийный альбом Keepin 'It 400. На втором альбоме YG Still Brazy Slim 400 фигурирует на двух песнях в качестве приглашенного гостя. В 2015 году выпустил мини-альбом Foe Block. 4 августа 2016 года его микстейп All Blassik был опубликован для бесплатного скачивания в Интернете. Помимо его друга YG, гостями на ленте являлись Sad Boy Loko и Redrum 187.

## Смерть
По рассказу Корана, будучи подростком когда уже был погружен в творчество, в него стреляли. 28 июня 2019 года, на рэпера было совершено очередное покушение, в музыканта попало 9 пуль, он находился в тяжёлом состоянии, но смог выжить.
Slim 400 был тяжело ранен в Лос-Анджелесе 8 декабря 2021 года и скончался на следующий день в больнице.

## Дискография
Альбомы
- 2014: Keepin’ It 400

Мини-альбомы
- 2015: Foe Block

Микстейпы
- 2010: High off Trees Vol. 1 and 2
- 2016: All Blassik